# Rajd Ypres 1995
Rajd Ypres 1995 (31. Ypres 24 Hours Rally) – 31. edycja rajdu samochodowego Rajd Ypres rozgrywanego w Belgii. Rozgrywany był od 23 do 25 czerwca 1995 roku. Była to dwudziesta trzecia runda Rajdowych Mistrzostw Europy w roku 1995 (rajd miał najwyższy współczynnik – 20) oraz czwarta runda Rajdowych Mistrzostw Belgii..

## Klasyfikacja rajdu
| Miejsce                                         | Kierowca                                        | Pilot                                           | Samochód                                        | Czas                                            | Strata                                          |                                                 |
| Klasyfikacja generalna, ERC i mistrzostw Belgii | Klasyfikacja generalna, ERC i mistrzostw Belgii | Klasyfikacja generalna, ERC i mistrzostw Belgii | Klasyfikacja generalna, ERC i mistrzostw Belgii | Klasyfikacja generalna, ERC i mistrzostw Belgii | Klasyfikacja generalna, ERC i mistrzostw Belgii | Klasyfikacja generalna, ERC i mistrzostw Belgii |
| ----------------------------------------------- | ----------------------------------------------- | ----------------------------------------------- | ----------------------------------------------- | ----------------------------------------------- | ----------------------------------------------- | ----------------------------------------------- |
| 1.                                              | Renaud Verreydt                                 | Jean-Manuel Jamar                               | Toyota Celica GT-Four (ST205)                   | 3:39:49                                         | 0.0                                             |                                                 |
| 2.                                              | Paul Lietaer                                    | Geert Derammelaere                              | Ford Escort RS Cosworth                         | 3:45:17                                         | +5:28                                           |                                                 |
| 3.                                              | Dieter Depping                                  | Janina Depping-Höppner                          | Ford Escort RS Cosworth                         | 3:45:31                                         | +5:42                                           |                                                 |
| 4.                                              | Freddy Loix                                     | Sven Smeets                                     | Opel Astra GSi 16V                              | 3:46:33                                         | +6:44                                           |                                                 |
| 5.                                              | Andrea Aghini                                   | Sauro Farnocchia                                | Mitsubishi Lancer Evo III                       | 3:50:07                                         | +10:18                                          |                                                 |
| 6.                                              | Jimmy Ollevier                                  | Nico De Koning                                  | Subaru Impreza 555                              | 3:52:15                                         | +12:26                                          |                                                 |
| 7.                                              | Gaby Goudezeune                                 | Filip De Pelsemaeker                            | Mazda 323 GT-R                                  | 3:54:24                                         | +14:35                                          |                                                 |
| 8.                                              | Pascal Smets                                    | Genten Elisabeth                                | Mitsubishi Lancer Evo II                        | 3:54:43                                         | +14:54                                          |                                                 |
| 9.                                              | Marc Timmers                                    | Alain Robert                                    | Lancia Delta HF Integrale                       | 3:55:03                                         | +15:14                                          |                                                 |
| 10.                                             | Peter Doughty                                   | Lyn Jenkins                                     | Ford Sierra RS Cosworth 4x4                     | 3:56:06                                         | +16:17                                          |                                                 |